# 长蕊含笑
长蕊含笑（学名：Michelia longistamina）为木兰科含笑属下的一个种。